# Musée d'Art d'Auckland
Le Auckland Art Gallery Toi o Tāmaki (en français « musée d'art d'Auckland ») est un musée d'art situé à Auckland, en Nouvelle-Zélande. Créé en 1887, c'est le plus grand musée d'art de la Nouvelle-Zélande. Le musée se trouve au coin de la rue Wellesley et Kitchener, en face de la bibliothèque municipale.
Les portraits de dignitaires maoris peints par l'artiste Charles Frederick Goldie font partie de la collection permanente.

## Directeurs du musée
- 2013 - present: Rhana Devenport
- 1996 - 2013 : Chris Saines
- 1988 - 1995 : Christopher Johnstone
- 1981 - 1988 : Rodney Wilson-T.L. Rodney Wilson
- 1979 - 1891 : Grant Kirby
- 1974 - 1979 : Ernest Smith
- 1972 - 1974 : Richard Teller Hirsch
- 1965 - 1972 : Gil Docking
- 1956 - 1965 : Peter Tomory
- 1952 - 1955 : Eric Westbrook